# 亚硝酸盐

亚硝酸根的共振杂化结构，表明N-O键级大约为1.5，负电荷主要分布在氧原子上。

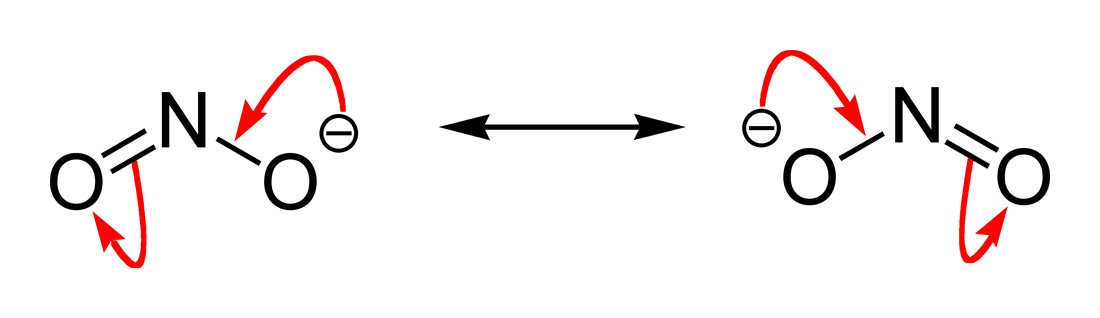
亚硝酸根的共振杂化体

亚硝酸盐，简称亚盐，是含有亚硝酸根（NO2−）阴离子的盐，有时会特指亚硝酸钠（NaNO2）。亚硝酸根离子是對稱的陰離子，两个N–O鍵的鍵長相同，∠O–N–O鍵角大约为120°。非直线型的亚硝酸根离子与臭氧是等电子体。
亞硝酸鹽可被氧化或還原，該產品一定程度上取決於氧化劑/還原劑和其強度；某些细菌可将亚硝酸盐还原为一氧化氮或氨，另一些细菌可以将亚硝酸盐转换成硝酸盐。亚硝酸盐与硝酸盐的互相转化（氧化或还原）取决于含氧量、温度、酸鹼、细菌等因素而变化。
亚硝酸成的酯称为亚硝酸酯；有機化學的NO2基團存在於亞硝酸酯和硝基化合物。

## 应用
- 亞硝酸鹽是生物化學上作為強效血管擴張劑的一氧化氮（NO）的重要來源。
- 一級芳香胺在低溫下可以發生重氮化反應，被亞硝酸鹽與過量酸轉化為芳香重氮鹽[1]。而後者是有機合成裏很重要的中間體，能透過Sandmeyer反應[2]、Gattermann反應[3]等轉化為其他有機化合物。而甲基橙等偶氮染料的合成，正正利用了重氮鹽的偶聯反應[4]。

### 肉类
亞硝酸鹽在食品生產行業作抑菌劑、抗氧化劑、保色劑，用於醃肉保存肉品。肉品加工添加亚硝酸盐可以抑制细菌、保持肉色鲜红、产生特殊风味、延缓脂肪酸败；这是因为亞硝酸鹽除了是防腐剂、抗氧化剂外，也可與肉品中的肌紅素結合而对热更安定（铁原子和和亚硝酸根的配合生成红棕色亚硝基肌红蛋白，并在烹饪之后生成漂亮粉色的亚硝基血色原 nitrosohemochrome）。所以食品加工業常添加于香腸和臘肉中作為保色劑，以維持良好外觀。
用于肉类的主要优点是保护颜色、加速盐腌脱水。另外还有厂商为了让配料表好看，改为添加富含硝酸盐（会代谢成亚硝酸盐）的芹菜汁。
有英國行业内部研究称法定限量的亚硝酸盐对肉毒杆菌的抑制效果在统计学上并不明显，但报告全文不公开，测试过程因此也不清楚。行业和学界的共识是亞硝酸鹽对于防止毒素产生极其重要。虽然现在巴尔马火腿不加任何亚硝酸盐，也无肉毒案例，但是这靠的是火腿本身内部无菌、外部有氧。换作其他的火腿产品，减少亚硝酸盐就会造成毒素产生。亚硝酸盐对其他一些革兰氏阳性菌也有抑制作用。乳酸和山梨酸也有一定抑制肉毒菌的作用，但不能护色。
长期食用亞硝酸鹽和二級胺作用產生的亞硝胺可能致癌，属于对人体健康有害的物质。世界卫生组织认为，每日食用50克亚硝酸盐腌制的肉类，一生中患大肠癌的几率增加18%。不过以健康闻名的地中海饮食则大有腌肉存在。小鼠实验发现，配合大量不饱和脂肪食用亚硝酸盐的肉类，可以降低血压，原因是两者反应生成硝基脂肪酸可以抑制环氧化物水解酶。
人类摄入亚硝酸盐超过95%都是由细菌代谢蔬菜中的硝酸盐生成，吃肉贡献的并不多。但是亚硝胺主要来自胃酸中的化学反应，在中性的大肠中并不会产生，因此与吃腌肉促癌理论并无矛盾。现时亚硝胺在成品肉中的浓度有非常紧密的控制，因此降低亚硝胺的关注重点已经挪到消化过程中的生成上。
加入抗坏血酸（维生素C）、异抗坏血酸及这两种酸的盐不但可以抑制致癌物亞硝胺生成，还可以促进肌红素和亚硝酸盐结合，增加增色效果。此外这两类物质本身也是强效抗氧化剂，也防止脂肪酸败。如果入胃食物中脂肪含量超过10%，抗坏血酸抑制亚硝胺的效应会反转，反而促进生成。

### 饮水
井水有时会天然含有硝酸盐和亚硝酸盐，怀疑是新生儿高铁血红蛋白血症（蓝色婴儿综合症）的一大诱因。世界卫生组织对饮用水中前者限量为50 mg/L，后者为3 mg/L。

## 製法
1. 碱金属和碱土金属的亚硝酸盐可由等當量的一氧化氮和二氧化氮通入該金屬的氢氧化物溶液中便可得。
2. 分解硝酸盐可製造出亞硝酸鹽和氧氣。

## 檢測
亚硝酸根离子可利用棕色环实验或格里斯试验進行测定，后者反应的原理是酸性条件下，亚硝酸根与对氨基苯磺酸和N-(1-萘基)乙二胺反应，生成物為深红色的偶氮染料。

## 毒性
亞硝酸鹽对人的致死量为每公斤體重22毫克，主要是造成血紅素變性，且遠超過肉品加工的添加劑量。
在烹调的高温或酸性或其他条件下，肉品內添加的亚硝酸盐可与氨基酸的降解產物（二級胺），生成对动物具致癌性的亚硝胺，也可能与人类食道癌、胃癌、鼻咽癌相关。
中華民國衛生福利部公告食品添加物使用範圍及限量暨規格標準，規定食品的亞硝酸鈉濃度在肉製品及魚肉製品內不得超過0.07g/kg、鮭魚卵製品及鱈魚卵製品內不得超過0.0050g/kg，水質標準的最大限值為每公升0.1毫克。
中华人民共和国国家卫生和计划生育委员会等在 GB2760-2014 对亚硝酸钠、亚硝酸钾在食品加工行业规定限制每公斤0.15克（成本品残留量另计，分别不能超过30/50/70 mg/kg），蔬果等污染残留也在 GB2762-2017 作出限制。
亞硝酸鈉與二級胺在腸胃中很容易產生致癌物「亞硝胺」，許多流行病學研究均指出其與胃癌、食道癌、鼻咽癌有關，在多個動物研究中，亦證實亞硝胺對肝臟、腎臟具有致癌性。